# Vår Fru av Fátima

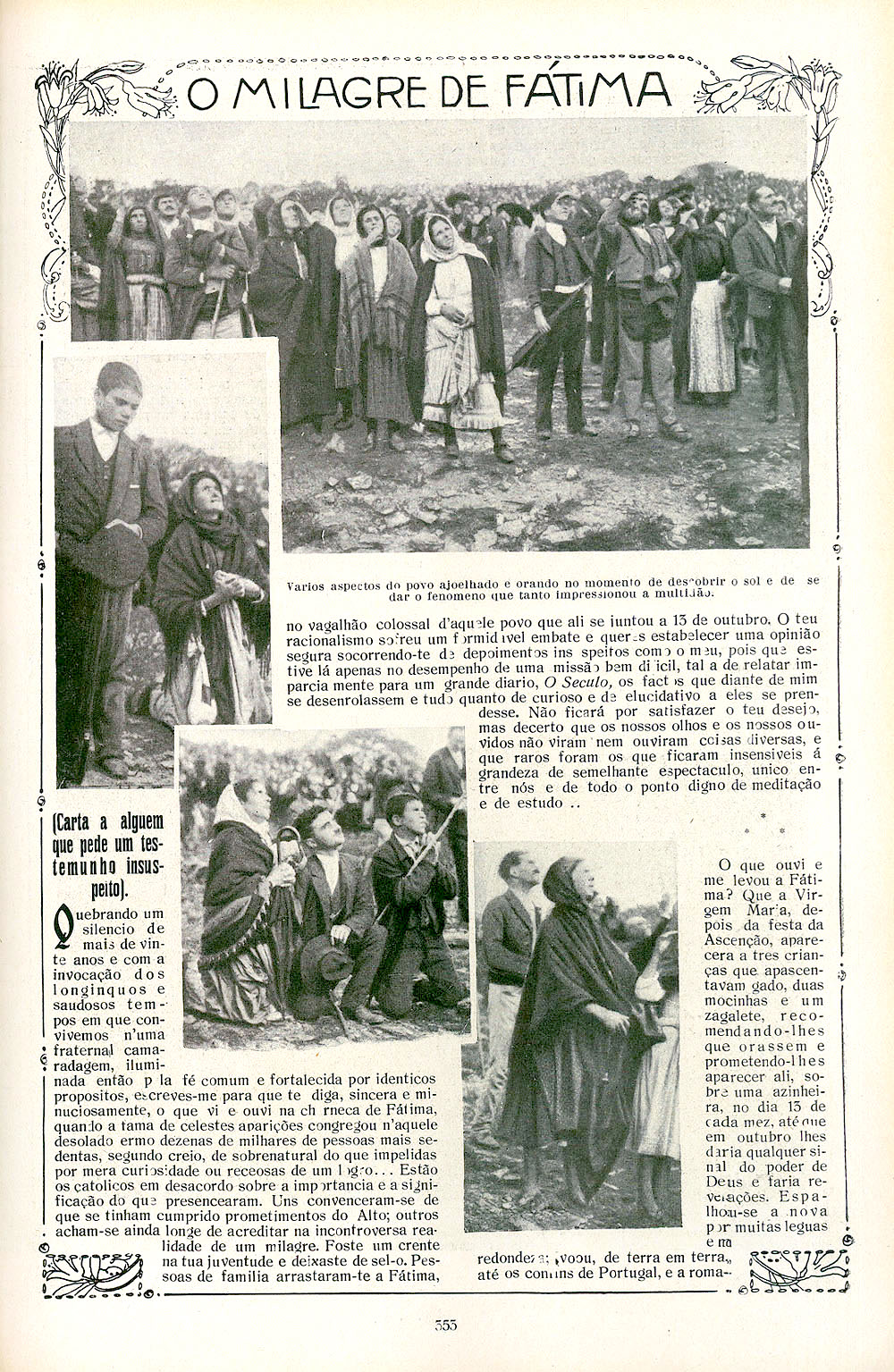
Artikel från tidningen Ilustração Portuguesa, oktober 1917, där solfenomenet rapporteras. Enligt tre bondebarn var detta den sista av flera uppenbarelser och mirakler av Jungfru Maria.

Vår Fru av Fátima (latin: Nostra Domina Fatimae, portugisiska: Nossa Senhora de Fátima) är en titel som Romersk-katolska kyrkan ger Jungfru Maria, och vilken har en festdag i det romerska kalendariet den 13 maj.

## Uppenbarelse
Titeln och åminnelsedagen har sin upprinnelse i de uppenbarelser som tre herdebarn, Francisco Marto, Jacinta Marto och Lúcia dos Santos, uppgav sig ha haft av Jungfru Maria i Fátima i Portugal den trettonde dagen i sex på varandra följande månader år 1917, med början den 13 maj och fram till oktober samma år. Vår Fru av Fátima kallas ibland Vår Fru av Rosenkransen, vilket är en mycket äldre titel, och vilket beror på att barnen uppgav att Jungfrun presenterat sig med detta namn; därför förekommer ibland en sammanfogning av titlarna, Vår Fru av Rosenkransen i Fátima.

## Efteråt
Kristna, och kanske främst katoliker, tror att Maria har uppenbarat sig i historien vid kritiska skeden för mänskligheten för att vägleda, varna och påminna om vad Bibeln säger, men inte för att förändra något i Bibeln. 
Uppenbarelsen i Fátima 1917 blev officiellt erkänd som en offentlig och trovärdig uppenbarelse den 13 oktober 1930 av påve Pius XI. 

## Profetior
Lúcia dos Santos uppgav att Vår Fru av Fátima berättade tre hemligheter, vilka troende tar för tre profetior. Under de månader som uppenbarelserna ägde rum kom saken till allmän kännedom, och tusentals människor samlades för att ta del av händelserna. Den sista gången som barnen sade sig få uppenbarelserna, den 13 oktober, inträffade ett solfenomen, som troende hänför till Jungfru Maria. Barnen sade också att Jungfru Maria lärde dem en bön som skulle tillfogas Rosenkransen, vilken kallas Fátimas bön.

## Mirakel
Enskilda påvar har erkänt händelserna i Fátima som mirakler, däribland Pius XII, Paulus VI och Johannes Paulus II; Pius XII blev biskopsvigd samma dag som den första uppenbarelsen, den 13 maj 1917. Som påve lät han utge Fátimas hemligheter. Johannes Paulus II utsattes för ett mordförsök på Petersplatsen den 13 maj 1981 och menade att det var Vår Fru av Fátima som räddade hans liv.

## Bilder
| - De tre herdebarnen Jacinta, Lúcia och Francisco. - Sista uppenbarelsen. - Pilgrimer vid solundret den 13 oktober 1917. |